# Magnimus
Magnimus — рід вимерлих ссавців ранньої крейди Південної Англії. Типовим і єдиним видом є Magnimus ensomi, описаний у 1999 році Деніз Сігоньо-Расселл для корінних зубів з берріаської формації Лулуорт. Він схожий на Peramus і Abelodon, але класифікація не може бути звужена за межі невизначеної Zatheria через його неповну природу.